# ما وراء الطبيعة النسوية
تهدف ما وراء الطبيعة النسوية إلى التساؤل عن كيفية دعم الاستفسارات والأجوبة في مجال ما وراء الطبيعة للتحيز الجنسي. تتداخل ما وراء الطبيعة النسوية مع مجالات مثل فلسفة العقل وفلسفة الذات. سعى الميتافيزيقيون النسويون مثل سالي هاسلانغر، أستا، وجوديث بتلر إلى شرح طبيعة النوع الاجتماعي لصالح تعزيز الأهداف النسوية.
الهدف الآخر لما وراء الطبيعة النسوية هو توفير أساس للنشاط النسوي من خلال شرح ما يوحد النساء كمجموعة. تركزت هذه الروايات تاريخيًا على النساء المتوافقات جنسيًا، لكن الفلاسفة مثل جايل سالامون، تاليا ماي بيتشر وروبن ديمبروف سعوا إلى مزيد من التوضيح بين الجنسين للأشخاص المتحولين جنسيًا وغير الثنائيين.